# 몬친 트리아나
라몬 "몬친" 트리아나 이 델 아로요(스페인어: Ramón "Monchín" Triana y del Arroyo; 1902년 6월 28일, 바스크 주 온다바리아 ~ 1936년 11월 7일, 마드리드 주 마드리드)는 스페인의 전 축구 선수이다. 그는 1929년에 스페인 국가대표팀에 1경기 출전했다.
몬친은 마드리드의 가톨릭 근본주의 가정 출신이었다. 1936년 내전이 발발하면서, 공화군 군대가 그의 집을 포위하고 도주하는 트리아나 형제를 체포하였다. 트리아나 형제는 당국 앞에 끌려가 재판 없이 마드리드 임시 감옥에 감금되었다. 대규모 처형 과정에서 인민전선 군인이 1936년 11월 7일 파라쿠에요스 대학살 당시 몬친을 끌고가 처형했고, 그의 두 형제도 목숨을 잃었다.